# Facundo Butti
Facundo Martín Butti (Buenos Aires, Argentina; 2 de marzo de 2000) es un futbolista argentino. Juega como Defensor y su equipo actual es Godoy Cruz de la Primera División de Argentina.

## Trayectoria

### Infancia e inferiores
Jugó en las inferiores de Vélez Sarsfield y al quedar libre de dicha institución pasó a All Boys. Fue campeón en el torneo de reserva de la B en el año 2019.

### All Boys
Pasó al plantel profesional a mediados del 2020 y debutó el 5 de diciembre en la segunda fecha de la Zona B de la Fase Segundo Ascenso del Torneo Transición 2020 de la Primera Nacional frente a Club Santamarina de Tandil, con José Santos Romero como Entrenador. Marcó su primer gol en el triunfo de la fecha 7 del Campeonato de Primera Nacional 2021 frente a Gimnasia y Esgrima de Jujuy. A mediados del año 2021 estuvo en radar del Club Atlético Banfield para jugar en la Primera División del fútbol argentino.

### Godoy Cruz
En el año 2024 pasó a préstamo con opción de compra a Godoy Cruz para disputar el Campeonato de Primera División.

## Clubes
Actualizado al 1 de noviembre de 2023
| Equipo                                  | Div.                | Temporada           | Liga     | Liga  | Copa Nacional(1) | Copa Nacional(1) | Copa Internacional | Copa Internacional | Total    | Total |
| Equipo                                  | Div.                | Temporada           | Partidos | Goles | Partidos         | Goles            | Partidos           | Goles              | Partidos | Goles |
| All Boys Argentina                      | 2.ª                 | 2020                | 2        | 0     | -                | -                | -                  | -                  | 2        | 0     |
| All Boys Argentina                      | 2.ª                 | 2021                | 23       | 1     | -                | -                | -                  | -                  | 23       | 1     |
| All Boys Argentina                      | 2.ª                 | 2022                | 1        | 0     | -                | -                | -                  | -                  | 1        | 0     |
| All Boys Argentina                      | 2.ª                 | 2023                | 21       | 1     | 2                | 0                | -                  | -                  | 23       | 1     |
| All Boys Argentina                      | Total               | Total               | 47       | 1     | 2                | 0                | -                  | -                  | 49       | 2     |
| Godoy Cruz Argentina                    | 1.ª                 | 2024                | 4        | 0     | -                | -                | -                  | -                  | 4        | 0     |
| Godoy Cruz Argentina                    | Total               | Total               | 4        | 0     | -                | -                | -                  | -                  | 4        | 0     |
| Total en su carrera                     | Total en su carrera | Total en su carrera | 51       | 2     | 2                | 0                | -                  | -                  | 53       | 2     |
| (1) Incluye datos de la Copa Argentina. |                     |                     |          |       |                  |                  |                    |                    |          |       |